# NGC 2327
NGC 2327 је емисиона маглина у сазвежђу Велики пас која се налази на NGC листи објеката дубоког неба.
Деклинација објекта је - 11° 18' 51" а ректасцензија 7h 4m 7,2s. Привидна величина (магнитуда) објекта NGC 2327 износи 14,7. NGC 2327 је још познат и под ознакама CED 89B.